# Scolopendra michoacana
Scolopendra michoacana är en mångfotingart som beskrevs av Chamberlin 1941. Scolopendra michoacana ingår i släktet Scolopendra och familjen Scolopendridae. Inga underarter finns listade i Catalogue of Life.